# Pernambucobladspeurder
De pernambucobladspeurder (Automolus lammi) is een zangvogel uit de familie Furnariidae (ovenvogels). De vogel werd in 1947 door de Amerikaanse vogelkundige John Todd Zimmer als ondersoort van de witoogbladspeurder  (A. leucophthalmus) beschreven en vernoemd naar Donald Lamm, de persoon die de vogel in 1945 verzamelde. Het is een bedreigde, endemische vogelsoort in Brazilië.

## Kenmerken
De vogel is 19 tot 20 cm lang en lijkt erg op de witoogbladspeurder. De vogel is echter donkerder bruin (niet roodbruin) en heeft een lichte keelvlek met een gelige waas met een scherpe afscheiding van de verder licht oker gekleurde buik en borst.

## Verspreiding en leefgebied
Deze soort is endemisch in noordoostelijk Brazilië in de deelstaten Paraíba, Pernambuco, Alagoas en Sergipe. Het leefgebied is natuurlijk bos of oud secundair groenblijvend bos op zeeniveau tot op 550 meter daarboven.

## Status
De pernambucobladspeurde heeft een beperkt verspreidingsgebied en daardoor is de kans op uitsterven aanwezig. De grootte van de populatie werd in 2017 door BirdLife International geschat op 1000 tot 2500 volwassen individuen en de populatie-aantallen nemen af door ontbossing waarbij natuurlijk bos wordt omgezet in gebied voor agrarisch gebruik, vooral de teelt van suikerriet. Om deze redenen staat deze soort als bedreigd op de Rode Lijst van de IUCN.